# Uganda világörökségi helyszínei
Uganda területéről eddig három helyszín került fel a világörökségi listára, öt helyszín a javaslati listán várakozik a felvételre.
| | Bwindi Nemzeti Park |
| 1994 |                     |
| Természeti (VII)(X) |                     |
| Védett terület: 32 092 ha, hivatkozás: 682 |                     |
| Az ország délnyugati részén, a Nyugati-hasadékvölgy peremén, a sztyeppék és a hegyek átmeneti zónájában található 320 négyzetkilométeren elterülő nemzeti park sokszínű növény- és állatvilágáról ismert. A lágy szárú növények, a kúszónövények és a sok cserje miatt kapta a Bwindi – Áthatolhatatlan nevet. A park rejti Kelet-Afrika legváltozatosabb növényi ökoszisztémáját, eddig több mint 100 őshonos páfrányfajt és 160 fafajtát azonosítottak. Ezek közül 16 faj csak nagyon kevés helyen található meg. A területen eddig 300 madár- és nagyjából 200 pillangófajt dokumentáltak. A rezervátum hírnevét a hegyi gorilláknak köszönheti amelynek itteni, 300 egyedre becsült populációja a szabadon élő állománynak majdnem a felét teszi ki. A parkban kilenc fokozottan veszélyeztetett állatfaj él a hegyi gorilla, a közönséges csimpánz, a csuklyás cerkóf, az afrikai elefánt, a kékállú ricsóka, a kivu bozótposzáta, a szürke légykapó, az afrikai óriáspillangó és krémsávos fecskefarkú pillangó. A kedvezőtlen terepviszonyok miatt a park területén sosem folyt fakitermelés, viszont a meredek lejtők miatt jelentős a talajerózió. A tágabb térség feltételezhetően már 37 000 évvel ezelőtt is lakott volt, de régészeti lelőhelyeket eddig még nem találtak. |                     |

| | Rwenzori-hegység Nemzeti Park |
| 1994 |                               |
| Természeti (VII)(X) |                               |
| Védett terület: 99 600 ha, hivatkozás: 684 |                               |
| Az Uganda és a Kongói Demokratikus Köztársaság határvidékén található 1000 négyzetkilométeres nemzeti park területén emelkedik az Afrika harmadik legmagasabb csúcsát is magába foglaló Rwenzori-hegység fő vonulata. A tektonikus tevékenység által létrejött hegyvonulat legmagasabb pontja 5109 méter. A természetvédelmi terület a Kongói Demokratikus Köztársaságban fekvő Virunga Nemzeti Parkkal határos. A park felső részére gleccserek, vízesések és tavak jellemzőek, amik biztosítják a környék vízellátását. A növényzet a tengerszint feletti magasság függvényében négy zónára oszlik, 2400 méter alatt mondán erdők, onnan 3000 méterig bambuszerdők, 3000 és 3800 méter között hangák alkotta erdőségek végül 4400 méterig afro-alpesi vidékek. A parkra jellemző, hogy az itt élő növények jóval nagyobbra nőnek a megszokottnál, például néhány páfrányfaj elérheti a 10 méteres magasságot és a lobéliák között is találhatók 6 méteres példányok is. Ez az ásványokban gazdag talajnak, az állandó hőmérsékletnek, és a magas nedvességtartalomnak és a sokszor sűrű ködnek köszönhető. A park változatos növényvilága mellett számos veszélyeztetett állatfaj természetes élőhelye is. |                               |

| | A Buganda királyok síremléke Kasubiban |
| 2001 |                                        |
| A veszélyeztetett világörökségi helyszínek listájára került: 2010 |                                        |
| Kulturális (I)(III)(IV)(VI) |                                        |
| Védett terület: 26,8 ha, hivatkozás: 1022 |                                        |
| Buganda királyainak síremléke kiemelkedő jelentőségű spirituális központ a baganda nép számára egyben az ország legfontosabb vallási helyszíne. A sírok a mai főváros Kampala közelében a Kasubi dombon találhatók. A 30 hektáros domb három fő részre osztható ezek a 7 méter magas fő sírhely, melléksírok és épületek, valamint a domb keleti részén egy mezőgazdaságilag művelt terület. A kör alakú harminc méter átmérőjű kupolás sírhelyen négy királyi sír található ezekben I. Mutesa, II. Mwanga, II. David Chwa és II. Edward Mutesa nyugszik. Az épület fából, zsúpból, nádból, és sárral tapasztott sövényből készült. A 19. század végén, 1882-ben építették és eredetileg palota volt, de két évvel később temetkezőhellyé alakították át. Itt temették el a királyok leszármazottait is. 2010-ben a főépület szinte teljesen leégett de tervezik újjáépítését. A pusztító tűzvész után a helyszín felkerült a Veszélyeztetett világörökségi helyszínek listájára. |                                        |